# Irish breakfast tea

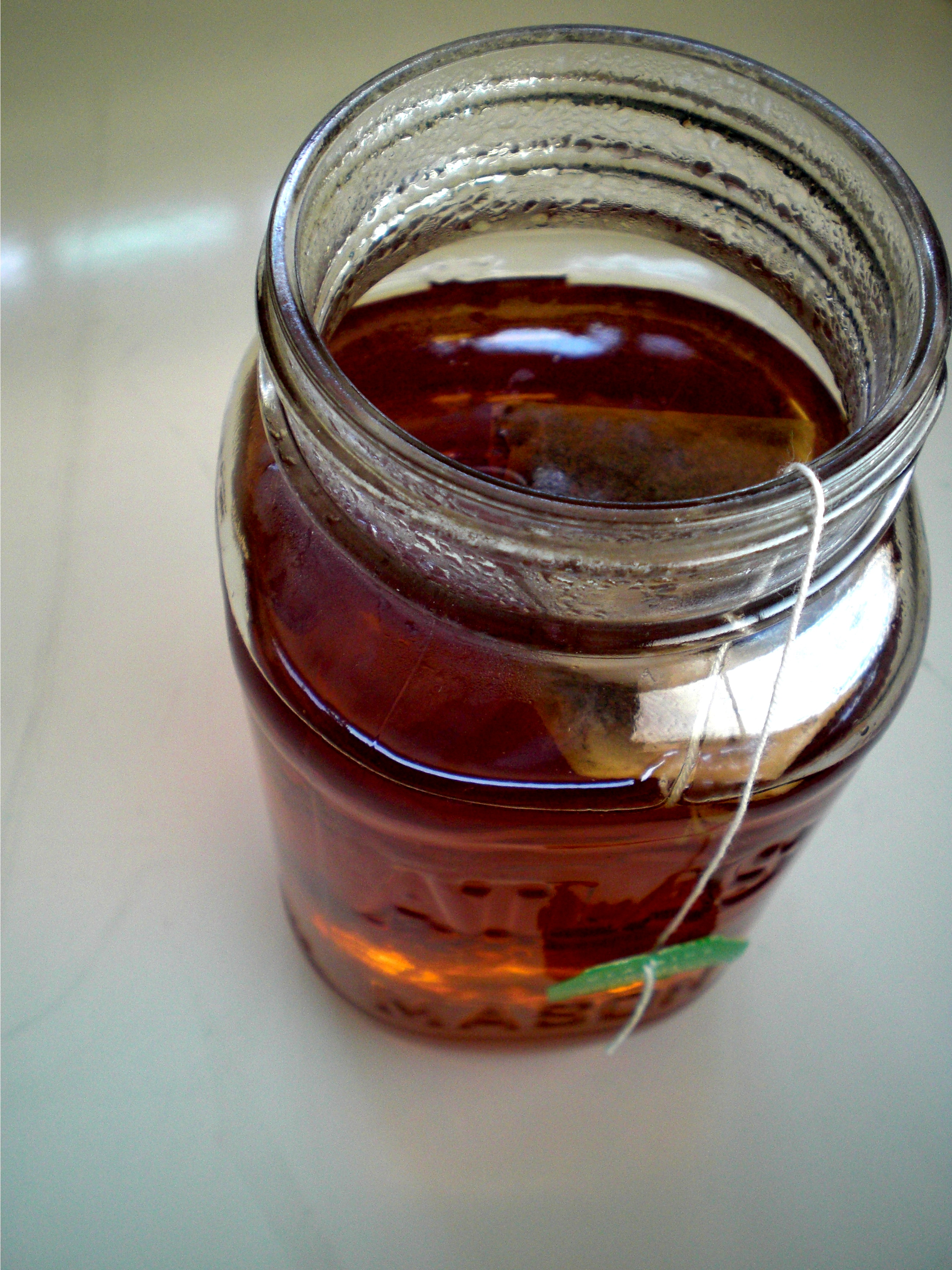
Una taza de Té de desayuno irlandés

El Irish breakfast es una mezcla de té fuerte compuesta por varios tés negros, mayoritariamente Assams y, con menor frecuencia, de otros tipos.
Algunas marcas que lo comercializan son Lyon's Tea, Barry's, Bewley's, Republic of Tea, Twinings, Taylors of Harrogate, Tetley, Nambarrie, Punjana, Stash Tea Company, Fortnum and Mason, Mark T. Wendell, Harney & Sons y Upton Tea Imports. Todas estas, y muchas más, crean sus propias mezclas de té Irish breakfast.
En Irlanda se le llama simplemente «té», siendo el estilo regional popular. A pesar de su nombre, se toma todo el día. Debido a su sabor fuerte, suele servirse con leche, pero también hay quien prefiere tomarlo solo o con limón y azúcar.